# Dahm (Familienname)
Dahm ist ein deutscher Familienname.

## Namensträger
- Adolf Dahm-Petersen (1856–1922), norwegischer Sänger und Gesanglehrer
- Bernhard Dahm (1932–2023), deutscher Orientalist
- Britta Dahm (* 1968), deutsche Schwimmerin
- Christian Dahm (* 1963), deutscher Politiker (SPD)
- Christof Dahm (* 1957), deutscher katholischer Theologe und Fachautor
- Daniel Dahm (* 1969), deutscher Ökologe, Aktivist und Unternehmer
- Devi-Ananda Dahm (* 1993), deutsche Sängerin und Musicaldarstellerin
- Erica Dahm (The Dahm Triplets; * 1977), US-amerikanische Models, siehe Nicole, Erica und Jaclyn Dahm
- Evelin Dahm (* 1978), deutsche Schauspielerin und Sängerin
- Georg Dahm (1904–1963), deutscher Strafrechtler und Völkerrechtler sowie Rektor der CAU Kiel
- Guido Dahm (* 1955), deutscher Politiker (Grüne)
- Hans-Peter Dahm, deutscher Schauspieler
- Helen Dahm (1878–1968), Schweizer Malerin
- Helmut Dahm (Archivar) (1913–1996), deutscher Historiker und Archivar
- Helmut Dahm (Slawist) (* 1925), deutscher Slawist
- Horst Dahm, (1929–2022), deutscher Jäger und Jagdautor
- Ingo Dahm (* 1974), deutscher Ingenieur
- Jaclyn Dahm (The Dahm Triplets; * 1977), US-amerikanische Models, siehe Nicole, Erica und Jaclyn Dahm
- Johann Jakob Dahm (1659–1727), deutscher Orgelbauer
- Johanna Dahm (* 1974), deutsche Autorin und Unternehmerin
- Karl-Wilhelm Dahm (* 1931), deutscher Soziologe und Theologe
- Laura Dahm (* 1986), deutsche Moderatorin und Journalistin
- Manuela Dahm (* 1956), deutsche Schauspielerin und Hörbuchsprecherin
- Marcus Dahm (* 1977), deutscher Kirchenmusiker, Komponist und Musikwissenschaftler
- Margit Dahm (* 1979), deutsche Germanistin, Literaturwissenschaftlerin und Hochschullehrerin
- Mario Dahm (* 1989), deutscher Politiker
- Nicole Dahm (The Dahm Triplets; * 1977), US-amerikanische Models, siehe Nicole, Erica und Jaclyn Dahm
- Oliver Ligneth-Dahm (* 1974), deutscher Schriftsteller
- Otto Dahm (1844–1908), preußischer Offizier und Limesforscher
- Paul Dahm (1904–1974), deutscher SS-Standartenführer, Reichstagsabgeordneter sowie Polizeigebietsführer
- Peter Dahm (1877–1947), deutscher Pianist und Hochschullehrer
- Peter Jürgen Dahm, deutscher Landschaftsmaler
- Sebastian Dahm (* 1987), dänischer Eishockeytorwart
- Tobias Dahm (* 1987), deutscher Kugelstoßer
- Torsten Dahm (* 1963), deutscher Geophysiker und Seismologe
- Volker Dahm (1944–2020), deutscher Germanist und Historiker
- Werner Dahm (1917–2008), deutscher Raketeningenieur
- Wilhelm Dahm (1812–1880), deutscher Jurist, Bürgermeister und Parlamentarier